# Marathon de Macao
Le marathon de Macao est une épreuve de course à pied sur route de 42,195 km, se déroulant à Macao.

## Vainqueurs
| 1re | 1981 | Tom Flett           | Hong Kong      | 2 h 41 min 42 s  | Tak Wai               | Hong Kong     | 3 h 12 min 42 s  |
| 2e  | 1982 | Antonio Eratavo     | Italie         | 2 h 21 min 54 s  | Fung-fan Wong         | Hong Kong     | 3 h 17 min 18 s  |
| 3e  | 1983 | Antonio Eratavo     | Italie         | 2 h 25 min 00 s  | Yuko Gordon           | Hong Kong     | 2 h 58 min 26 s  |
| 4e  | 1984 | Antonio Eratavo     | Italie         | 2 h 24 min 29 s  | Fung-fan Wong         | Hong Kong     | 3 h 00 min 04 s  |
| 5e  | 1985 | Antonio Eratavo     | Italie         | 2 h 20 min 18 s  | Yuko Gordon           | Hong Kong     | 2 h 48 min 18 s  |
| 6e  | 1986 | Antonio Eratavo     | Italie         | 2 h 26 min 47 s  | Fung-fan Wong         | Hong Kong     | 3 h 41 min 16 s  |
| 7e  | 1987 | Zhang Guowei        | Chine          | 2 h 16 min 21 s  | Hong-wei Tang         | Chine         | 2 h 58 min 24 s  |
| 8e  | 1988 | Chao-ai Gao         | Chine          | 2 h 19 min 18 s  | Elizabeth Hintz       | Hong Kong     | 2 h 57 min 03 s  |
| 9e  | 1989 | Antonio Costa       | Portugal       | 2 h 18 min 37 s  | Suk-yee Lau           | Hong Kong     | 3 h 07 min 11 s  |
| 10e | 1990 | Antonio Costa       | Portugal       | 2 h 17 min 37 s  | Yi-Lo Man             | Hong Kong     | 2 h 58 min 25 s  |
| 11e | 1991 | Antonio Costa       | Portugal       | 2 h 17 min 58 s  | Yi-Lo Man             | Hong Kong     | 2 h 52 min 54 s  |
| 12e | 1992 | Jerry Modiga        | Afrique du Sud | 2 h 18 min 31 s  | Yi-Lo Man             | Hong Kong     | 2 h 51 min 18 s  |
| 13e | 1993 | Hu Gangjun          | Chine          | 2 h 19 min 12 s  | Li Yemei              | Chine         | 2 h 39 min 20 s  |
| 14e | 1994 | Paulo Catarino      | Portugal       | 2 h 15 min 28 s  | Li Yemei              | Chine         | 2 h 38 min 18 s  |
| 15e | 1995 | Henrique Crisóstomo | Portugal       | 2 h 15 min 39 s  | Li Yemei              | Chine         | 2 h 40 min 47 s  |
| 16e | 1996 | Dong Jiangmin       | Chine          | 2 h 16 min 30 s  | Elena Makalova        | Biélorussie   | 2 h 40 min 13 s  |
| –   | 1997 | Hezron Otwori       | Kenya          | 1 h 02 min 55 s  | Beatrice Omwanza      | Kenya         | 1 h 15 min 31 s  |
| 17e | 1998 | Henrique Crisóstomo | Portugal       | 2 h 19 min 44 s  | Lyubov Denisova       | Russie        | 2 h 37 min 55 s  |
| 18e | 1999 | Kim Jung-won        | Corée du Nord  | 2 h 15 min 21 s  | Kim Chang-ok          | Corée du Nord | 2 h 34 min 57 s  |
| 19e | 2000 | Willie Mtolo        | Afrique du Sud | 2 h 19 min 25 s  | Lu Jingbo             | Chine         | 2 h 47 min 15 s  |
| 20e | 2001 | Benjamin Matolo     | Kenya          | 2 h 18 min 58 s  | Ren Xiujuan           | Chine         | 2 h 42 min 11 s  |
| 21e | 2002 | Zhu Ronghua         | Chine          | 2 h 19 min 09 s  | Catherine Leonard     | Royaume-Uni   | 3 h 20 min 49 s  |
| 22e | 2003 | Kasirayi Sita       | Zimbabwe       | 2 h 15 min 58 s  | Catherine Leonard     | Royaume-Uni   | 3 h 16 min 25 s  |
| 23e | 2004 | Adam Dobrzyński     | Pologne        | 2 h 16 min 30 s  | Dai Yanyan            | Chine         | 2 h 37 min 27 s  |
| 24e | 2005 | Philip Bandawe      | Zimbabwe       | 2 h 19 min 49 s  | Natalya Volgina       | Russie        | 2 h 40 min 59 s  |
| 25e | 2006 | Peter Kemboi        | Kenya          | 2 h 18 min 56 s  | Phyo Un-suk           | Corée du Nord | 2 h 38 min 27 s  |
| 26e | 2007 | Li Gum-song         | Corée du Nord  | 2 h 17 min 40 s  | Phyo Un-suk           | Corée du Nord | 2 h 38 min 27 s  |
| 27e | 2008 | Yemane Tsegay       | Éthiopie       | 2 h 15 min 06 s  | Yuan Lili             | Chine         | 2 h 36 min 40 s  |
| 28e | 2009 | Mihaylo Iveruk      | Ukraine        | 2 h 17 min 45 s  | Roman Gebregessese    | Éthiopie      | 2 h 37 min 08 s  |
| 29e | 2010 | Tekesete Nekatibebe | Éthiopie       | 2 h 16 min 15 s  | Wang Xueqin           | Chine         | 2 h 37 min 37 s  |
| 30e | 2011 | Stephen Chemlany    | Kenya          | 2 h 12 min 49 s  | Rose Chesire          | Kenya         | 2 h 31 min 28 s  |
| 31e | 2012 | Haile Haja          | Éthiopie       | 2 h 23 min 56 s+ | Ehitu Kiros           | Éthiopie      | 2 h 50 min 10 s+ |
| 32e | 2013 | Julius Maisei       | Kenya          | 2 h 12 min 43 s  | Kim Mi-gyong          | Corée du Nord | 2 h 36 min 32 s  |
| 33e | 2014 | Julius Maisei       | Kenya          | 2 h 14 min 45 s  | Filomena Chepchirchir | Kenya         | 2 h 33 min 24 s  |
| 34e | 2015 | Vitaliy Shafar      | Ukraine        | 2 h 14 min 44 s  | Olena Shurkhno        | Ukraine       | 2 h 33 min 24 s  |

- En 1997, la course est disputée sur la distance d'un semi-marathon.
- En 2012, la course est alongée de trois kilomètres due à une erreur des organisateurs de course.

 Record de l'épreuve